# تاجارو (أسطورة)
تاجارو (بالإنجليزية: Tagaro)‏ بطل قومي مخادع في أساطير ميلانيزيا. دائما في شجار مع شقيقه سوکموتا.

## الأسطورة
وتقول الأسطورة إن تاجارو خلق نوعا من الفاكهة لذيذ الطعم وقدمه للجنس البشري، في حين خلق شقيقه ثمارا لا نفع فيها. وذات يوم ابتكر تاجارو حيلة لتدمير شقيقه، فقال له إنه يريد أن يحصل على قوة سحرية، لكنه لكي ينجح في ذلك فإن عليه أن يدفن نفسه حيا في بيته. فوافق شقيقه على مساعدته فذهب تاجارو إلى بيته، وهبط في حفرة كان قد أعدها من قبل، وأشعل شقيقه النار في البيت حتى أتي عليه. وبعد أن خمدت ألسنة اللهب ظهر تاجارو مرة أخرى، فذهل شقيقه، واعتقد أنه اكتسب عن طريق النيران قوة خارقة، فقرر أن يفعل مثله، فدخل منزله وأشعل تاجارو فيه النار حتى أتت عليه وهلك شقيقه معها.

### أساطير بولينيزية
- أتيا وبابا
- حوميتي كيتيكي
- في إي (ميثولوجيا)
- فيفارنجو
- هوميا (ميثولوجيا)
- ماراما (ميثولوجيا)
- ماكي (ميثولوجيا)
- موي (ميثولوجيا)

### أساطير ميكرونيزية
- ألولوي (ميثولوجيا)
- كيراتا (ميثولوجيا)
- لؤا (ميثولوجيا)
- لاتيميكيك